# Uredo artocarpi
Uredo artocarpi är en svampart som beskrevs av Berk. & Broome 1875. Uredo artocarpi ingår i släktet Uredo, ordningen Pucciniales, klassen Pucciniomycetes, divisionen basidiesvampar och riket svampar. Inga underarter finns listade i Catalogue of Life.